# Fascie

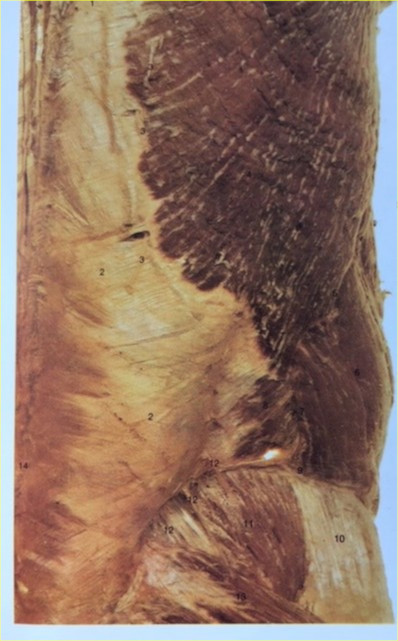
Lumbosakrální fascie v dolní části zad člověka

Fascie (česky povázka, latinsky fascia) je mezodermní tkáň fibrózního kolagenu zastoupená v tělech obratlovců. Nejznámější typ fascie je blanité pouzdro svalů. Tato povrchová fascie plynule přechází do vaziva uvnitř svalu, kde tvoří tvrdší svalová vlákna, která dále vrůstají do šlach svalu a omezují tak jeho přetažení či přetržení.
Fascie jsou tedy zastoupeny jak na povrchu svalů, tak v jejich hlubokých vrstvách. Oddělují jednotlivé svaly, umožňují jejich vzájemnou kluznost a současně svaly propojují do funkčních pohybových řetězců. Jako tkáň prolínající tělo mohou mít fascie různý tvar, hutnost a objem. Pro mnohočetnou funkci fascií je mají někteří fyziologové za jednu z hlavních složek lidské pohybové soustavy u funkcí jako lokomoce, lymfatický oběh apod.
Hlavním nárokem na fascie je jejich elasticita a posunlivost proti okolním tkáním (svalům, orgánům i kostem). Podobně jako ostatní měkké tkáně i fascie podléhají pozvolnému zkracování a pokud nejsou vystavovány rytmickým tahovým změnám, tuhnou a stávají se místem kumulace podkožního tuku omezujícího pohyb. Proces tuhnutí fascií je rozdílný u každého jedince; může být ovlivněn i zánětlivými procesy, nevhodnou výživou apod.
Nejmohutnějšími fasciemi v lidském těle jsou lumbosakrální fascie nad křížovou kostí a fascie postranního svalu stehna (musculus tensor fascie latae). Ty mají význam pro vzpřímenou posturu člověka a pokud vlivem nedostatku pohybu ztuhnou, mohou se podílet na svalových dysbalancích, resp. vertebrogenních (majících původ v páteři) potížích bederní páteře (tzv. zkříženém syndromu).
Vyšetřením a terapií fascií se zabývá myoskeletální medicína a fyzioterapie.